# Okręg wyborczy Ynys Môn
Okręg wyborczy Ynys Môn powstał w 1545 r. i wysyłał do angielskiej, a następnie brytyjskiej, Izby Gmin jednego deputowanego. Do 1983 r. okręg nosił nazwę Anglesey. Okręg położony jest w północnej Walii.

## Deputowani do brytyjskiej Izby Gmin z okręgu Ynys Môn

### Deputowani w latach 1545–1640
- 1545: William Bulkeley
- 1547: William Bulkeley
- 1549: Richard Bulkeley (I)
- 1553: Lewis Ab Owen ap Meurig
- 1553: William Lewis
- 1554: Richard Bulkeley (I)
- 1554: Richard Bulkeley (I)
- 1555: William Lewis
- 1558: Rowland Ap Meredydd
- 1562–1563: Richard Bulkeley (II)
- 1571: Richard Bulkeley (I)
- 1572: Lewis Ab Owen ap Meurig
- 1584: Owen Holland
- 1586: Henry Bagenal
- 1588: Richard Bulkeley (III)
- 1593: William Glynne
- 1597: Hugh Hughes
- 1601: Thomas Holland
- 1604: Richard Bulkeley (II)
- 1614: Richard Bulkeley (II)
- 1621: Richard Williams
- 1623: John Mosten
- 1625: Sackville Trevor
- 1626: Richard Bulkeley (IV)
- 1628: Richard Bulkeley (IV)

### Deputowani po 1640
- 1640–1640: John Bodville
- 1640–1646: John Bodville
- 1646–1648: Richard Wood
- 1659–1660: Richard Wood
- 1660–1661: Robert Bulkeley, 2. wicehrabia Bulkeley
- 1661–1679: Nicholas Bagenall
- 1679–1679: Henry Bulkeley, torysi
- 1679–1685: Richard Bulkeley (V), torysi
- 1685–1688: Robert Bulkeley, 2. wicehrabia Bulkeley, torysi
- 1689–1690: Thomas Bulkeley, torysi
- 1690–1704: Richard Bulkeley, 3. wicehrabia Bulkeley, torysi
- 1704–1715: Richard Bulkeley, 4. wicehrabia Bulkeley, torysi
- 1715–1722: Owen Meyrick (I), wigowie
- 1722–1724: Richard Bulkeley, 4. wicehrabia Bulkeley, torysi
- 1725–1734: Hugh Williams, wigowie
- 1734–1741: Nicholas Bayly (I), wigowie
- 1741–1747: John Owen, wigowie
- 1747–1761: Nicholas Bayly (I), wigowie
- 1761–1770: Owen Meyrick (II), wigowie
- 1770–1774: Nicholas Bayly (I), torysi
- 1774–1784: Thomas Bulkeley, 7. wicehrabia Bulkeley
- 1784–1790: Nicholas Bayly (II), wigowie
- 1790–1794: William Paget, wigowie
- 1794–1807: Arthur Paget, wigowie
- 1807–1818: Berkeley Paget, wigowie
- 1820–1832: Henry Paget, hrabia Uxbridge, wigowie
- 1832–1837: Richard Williams-Bulkeley, wigowie
- 1837–1847: William Owen Stanley, wigowie
- 1847–1868: Richard Williams-Bulkeley, Partia Liberalna
- 1868–1886: Richard Davies, Partia Liberalna
- 1886–1895: Thomas Lewis, Partia Liberalna
- 1895–1918: Ellis Ellis-Griffith, Partia Liberalna
- 1918–1923: Owen Thomas, niezależni laburzyści
- 1923–1929: Robert Thomas, Partia Liberalna
- 1929–1951: Megan Lloyd George, Partia Liberalna
- 1951–1979: Cledwyn Hughes, Partia Pracy
- 1979–1987: Keith Best, Partia Konserwatywna
- 1987–2001: Ieuan Wyn Jones, Plaid Cymru
- 2001–2019: Albert Owen, Partia Pracy
- 2019–  : Virginia Crosbie, Partia Konserwatywna